# FR-F2狙擊步槍
FR-F2（法語：Fusil à Répétition modèle F2）是法國軍隊的制式狙击步枪，以FR-F1改進而成。

## 簡介
FR-F2由GIAT制造，基於7.5×54毫米FR的FR-F1改進而成。法國為了通用北約制式彈藥，1980年代中期以FR F1改變成7.62×51毫米口徑，定名為FR-F2。
FR-F2改進了腳架、外覆塑料的金屬槍托及提高性能，裝有兩道火扳機，亦可調節扳機力度。槍管外層塗有塑料隔熱層，裝有（6倍）或（8倍）光学瞄準鏡，亦配有後備機械瞄具。

## 使用國家
- 法國
- 拉脫維亞
- 立陶宛
- 塞内加尔
- 乌克兰

## 登場作品

### 電影
- 2011年—《沙漠神兵》：配備狙擊鏡，於科索沃行動期間由法國海軍突擊隊的狙擊手所使用。

### 電子遊戲
- 2005年—《真實計劃》：法國陸軍制式狙擊步槍，配備狙擊鏡。
- 2008年—《戰地之王》：配備狙擊鏡，以遊戲幣（Euro）做購買，被部分玩家稱呼為“國民神狙”，有著極高的致死率和穿甲能力及優異的彈道表現，為遊戲中數一數二的狙擊槍，不遜色於之後所推出的轉彈槍及點數槍枝。
- 2019年—
- 2021年—：命名為“F2狙撃步槍”。

### 動畫
- 2014年—《刀劍神域Ⅱ》：配備狙擊鏡，第2話於線上遊戲「GGO」中由詩乃（シノン）所使用，為該角色在獲得Hecate II之前的主要武器。

## 參考

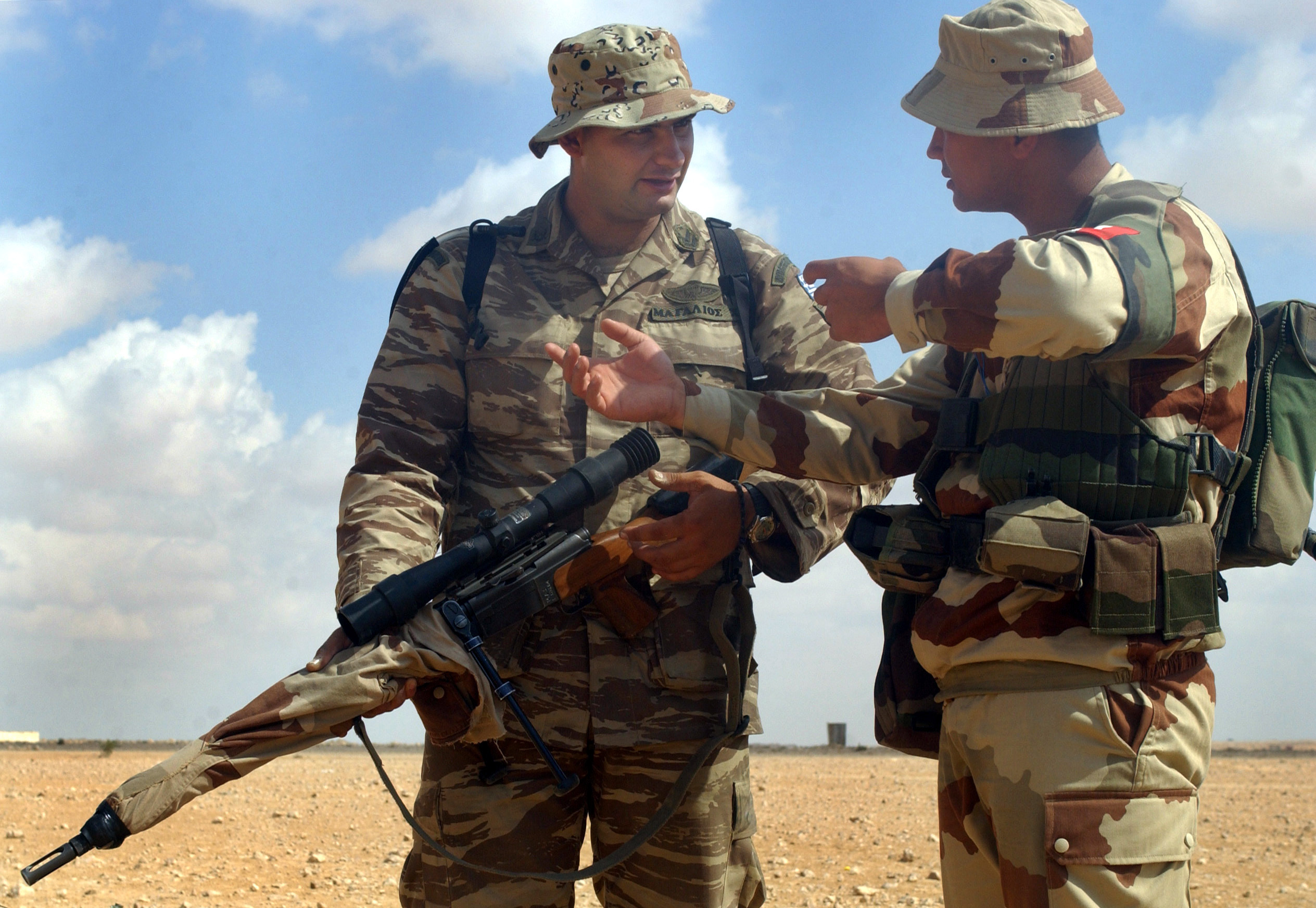
法軍陸軍狙击手的FR-F2。